# Tweeter

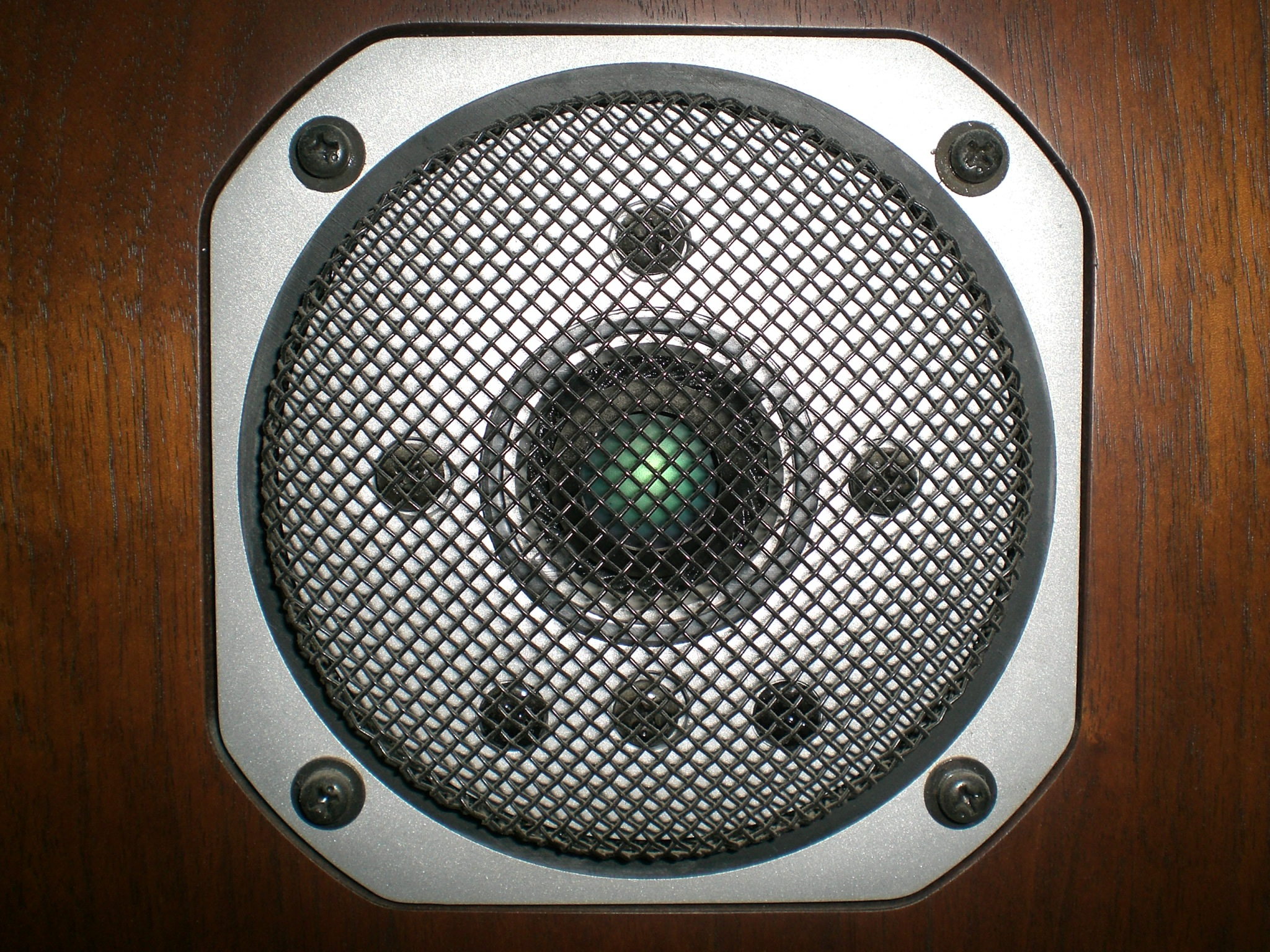
Un tweeter.

Un tweeter es un altavoz especializado en altas frecuencias (3 kHz a 20 kHz), es decir, optimizado para reproducir el rango de sonidos agudos, que corresponden aproximadamente a las tres últimas octavas (del total de diez) del rango de audiofrecuencia.
Dado que el oído humano pierde con la edad la capacidad para percibir las frecuencias más altas, la última mitad de la última octava deja de escucharse, por lo que se trata de un transductor cuyo rango dinámico total sólo puede ser apreciado por personas jóvenes con oídos sanos.
Son altavoces altamente direccionales. Dada la corta longitud de onda que caracteriza a las ondas acústicas que producen estos transductores (entre 1.7 –20 kHz- y 11 –3 kHz- centímetros en el aire a temperatura ambiente), la difracción es pequeña. El sonido emitido por estos dispositivos es el más fácil de localizar.

## Tipos
- Cúpula en compresión (o «bala»): construidos de material rígido (como alguna aleación metálica), se comportan exponencialmente (requieren menor tensión eléctrica para generar mayor presión acústica) y son altamente direccionales. Tienden a perder respuesta, (menor potencia) a partir de los 10 kHz, por lo que necesitan de ecualización. Se usan en sistemas semiprofesionales, o para lugares abiertos, ya que alcanzan mayor distancia y la calidad no es crítica.
- Cúpula (o «domo»): construidos de materiales como seda (alta calidad), metal, o cartón (baja calidad). Tiene un rango dinámico más parejo (menos desigualdades de potencia a distintas frecuencias). Por su forma, poseen menor direccionalidad y menor cancelación de fases (que los de tipo «bala»), ofrecen mejor sonido, pero a costa de menor potencia comparativamente contra un tweeter «bala». Se usa en sistemas de alta fidelidad, y se prefiere en ambientes cerrados.[cita requerida]
  - De Seda: al ser un material blando ofrecen menor potencia por voltaje, pero su sonido es más agradable y suave para el oído humano.
  - De metal: al ser un material ligero y rígido es capaz de moverse más veces por segundo, por lo que brinda mayor potencia, pero con un sonido menos «natural» (comparado con uno de seda).